# Windows Meeting Space
Windows Meeting Space（Windows ミーティング スペース）は、Windows Vistaに搭載されたコラボレーションソフトウェア。

## 概要
このソフトウェアは、古くからWindowsに搭載されていたMicrosoft NetMeetingを置き換えたソフトウェアで、P2Pを利用して複数のユーザ（2～10人）とコラボレーションを行うことを目的としている。
招待されたユーザはアプリケーションやワークスペースを共有して作業を行うことができる。
自宅や職場等のネットワークが用意されている環境はもちろん、ネットワークが利用できない場所でも利用することができ、場所を問わない。しかし、IPv6が利用できるネットワークが必要であり、あらかじめ招待をする（されている）必要がある。招待は電子メールやファイル経由で招待できる。参加希望者は、People Near Meという方法を用いて見つけることができる。
Windows 7には搭載されておらず、Microsoft Office Live Meetingが後継ソフトとなった。

## 主な機能
- ドキュメントの配布
- 電子メール等へのファイル送信
- 共有しているネットワークへのファイルの公開

ファイルは自分のコンピュータへ保存されるので、オフラインでも利用できる。自分が変更を加えた場合、オンラインになると、更新される（あらかじめ委譲を許可される必要がある）。